# Liste der Abgeordneten zum Kärntner Landtag (21. Gesetzgebungsperiode)
Diese Liste der Abgeordneten zum Kärntner Landtag (21. Gesetzgebungsperiode) listet alle Abgeordneten zum Kärntner Landtag in der 21. Gesetzgebungsperiode auf. Die Gesetzgebungsperiode dauerte von der konstituierenden Sitzung des Landtags am 12. April 1965 bis zur Angelobung des nachfolgenden Landtags in der 22. Gesetzgebungsperiode.
Nach der Landtagswahl 1965 entfielen von den 36 Mandaten erneut 18 Mandate auf die Sozialistische Partei Österreichs (SPÖ). Auch die Österreichische Volkspartei (ÖVP) konnte mit zwölf Mandaten ihr Ergebnis von 1960 halten. Ebenso entsandte die Freiheitliche Partei Österreichs (FPÖ) mit 5 Abgeordneten und die Kommunisten und Linkssozialisten (KLS) mit einem Abgeordneten dieselbe Anzahl an Mandataren wie in der vorherigen Periode.
Der Landtag wählte am 12. April 1965 die Landesregierung Sima I und wählte zudem in dieser Sitzung Helene Tschitschko (SPÖ), Michael Luptowits (SPÖ), Josef Salcher (ÖVP) und Leopold Goess (ÖVP) zu Mitgliedern des Bundesrats.

## Funktionen

### Landtagspräsidenten
Die Ämter des Landtagspräsidenten und seiner beiden Stellvertreter wurde nach dem Wahlergebnis der Landtagswahl im Proporzsystem vergeben. Das Amt des Ersten Landtagspräsidenten übernahm wie in der vorangegangenen Gesetzgebungsperiode Rudolf Tillian (SPÖ). Zweiter Präsident wurde Wolfgang Mayrhofer (ÖVP), der ebenso wie der Dritte Präsident Hans Pawlik (SPÖ) neu im Amt des Landtagspräsidenten war. Die Bestimmung der Landtagspräsidenten erfolgte dabei nicht durch eine Wahl, sondern durch die ausreichend unterzeichneten Wahlvorschläge der Landtagsklubs SPÖ und ÖVP.

### Klubobleute
Die Abgeordneten der SPÖ bildeten nach der Landtagswahl den „Klub der sozialistischen Landtagsabgeordneten Kärntens“ und wählten Leo Lukas zum Klubobmann sowie Wilhelm Sereinigg zu seinem Stellvertreter. Die Mandatare der ÖVP schlossen sich zum „Landtagsklub der Abgeordneten der Österreichischen Volkspartei“ zusammen und bestimmten Karl Baurecht zum Klubobmann und Stefan Sodat zum Klubobmann-Stellvertreter. Des Weiteren bildeten die FPÖ-Abgeordneten den „Landtagsklub der Freiheitlichen Partei“. Sie wählten Reinhold Huber zum Klubobmann und Hans Rader zu seinem Stellvertreter.

### Landtagsabgeordnete
| Name                         | Fraktion | Anmerkungen                                                                                         |
| ---------------------------- | -------- | --------------------------------------------------------------------------------------------------- |
| Alberer Alois                | SPÖ      | am 3. Mai 1965 für einen in die Landesregierung gewählten Abgeordneten angelobt                     |
| Auinger Wilhelm              | ÖVP      | |
| Bacher Herbert               | ÖVP      | Mandatsniederlegung nach Wahl in die Landesregierung in der Sitzung am 3. Mai 1965 verkündet        |
| Baurecht Karl                | ÖVP      | |
| Einspieler Valentin          | ÖVP      | bis 12. Juni 1969                                                                                   |
| Filipot Rudolf               | SPÖ      | |
| Fritz Walther                | ÖVP      | |
| Gallob Rudolf                | SPÖ      | am 30. März 1966 für Leo Lukas angelobt                                                             |
| Geringer Hellmut             | FPÖ      | |
| Gorton Wilhelm               | ÖVP      | |
| Graf Eduard                  | SPÖ      | am 1. Juli 1969 für Hajek Hans angelobt                                                             |
| Guttenbrunner Josef          | SPÖ      | |
| Hajek Hans                   | SPÖ      | bis 27. Juni 1969                                                                                   |
| Hirn Friedrich               | FPÖ      | am 3. Mai 1965 für einen in die Landesregierung gewählten Abgeordneten angelobt, bis 30. April 1968 |
| Huber Reinhold               | FPÖ      | |
| Jamnig Franz                 | SPÖ      | am 16. Dezember 1966 für Hans Melcher angelobt                                                      |
| Kalt Hans                    | KLS      | bis 30. April 1969                                                                                  |
| Kaufmann Wilhelm             | FPÖ      | |
| Kerstnig Hans                | SPÖ      | Mandatsniederlegung nach Wahl in die Landesregierung in der Sitzung am 3. Mai 1965 verkündet        |
| Knafl Stefan                 | ÖVP      | am 3. Mai 1965 für einen in die Landesregierung gewählten Abgeordneten angelobt                     |
| Kofler Otto                  | SPÖ      | am 3. Mai 1965 für einen in die Landesregierung gewählten Abgeordneten angelobt                     |
| Lackner Georg                | ÖVP      | |
| Lubas Josef                  | SPÖ      | |
| Lukas Leo                    | SPÖ      | bis 11. März 1966                                                                                   |
| Mayrhofer-Grüenbühl Wolfgang | ÖVP      | |
| Medlin Eduard                | ÖVP      | |
| Melcher Hans                 | SPÖ      | bis 16. Dezember 1966                                                                               |
| Oitzl Johann                 | SPÖ      | |
| Oman Franz                   | SPÖ      | |
| Pawlik Hans                  | SPÖ      | |
| Poscharnig Rupert            | SPÖ      | |
| Rader Hanns                  | FPÖ      | Mandatsniederlegung nach Wahl in die Landesregierung in der Sitzung am 3. Mai 1965 verkündet        |
| Raimund Arnulf               | KLS      | am 30. April 1969 für Hans Kalt angelobt                                                            |
| Scheiber Hans                | SPÖ      | |
| Schober Hans                 | SPÖ      | Mandatsniederlegung nach Wahl in die Landesregierung in der Sitzung am 3. Mai 1965 verkündet        |
| Schumi Hans                  | ÖVP      | |
| Seitschnigg Franz            | ÖVP      | am 17. Juni 1969 für Valentin Einspieler angelobt                                                   |
| Sereinigg Wilhelm            | SPÖ      | |
| Seywald Dietmar              | FPÖ      | am 5. Juni 1968 für Friedrich Hirn angelobt                                                         |
| Silla Erich                  | FPÖ      | |
| Sima Hans                    | SPÖ      | |
| Stefan Sodat                 | ÖVP      | |
| Stecher Ernst                | SPÖ      | |
| Thullmann Dorothea           | SPÖ      | |
| Tillian Rudolf               | SPÖ      | |
| Tropper Herbert              | ÖVP      | am 3. Mai 1965 für einen in die Landesregierung gewählten Abgeordneten angelobt                     |
| Truppe Thomas                | ÖVP      | Mandatsniederlegung nach Wahl in die Landesregierung in der Sitzung am 3. Mai 1965 verkündet        |

## Ausschüsse
In der konstituierenden Landtagssitzung wurde die Einrichtung von neun Ausschüssen beschlossen, denen jeweils sieben Abgeordnete angehörten. Die SPÖ stellte dabei je vier Abgeordnete, die ÖVP zwei Abgeordnete und die FPÖ einen Abgeordneten. Die neun Ausschüsse waren der „Rechts- und Verfassungsausschuss“, der „Finanzausschuss“, der „Bauausschuss“, der „Land- und Forstwirtschaftsausschuss“, der „Schul- und kommunalpolitische Ausschuss“, der „Sozialpolitische Ausschuss“, der „Ausschuss für die gewerbliche Wirtschaft“, der „Minderheitenausschuss“ und der „Ausschuss für die Durcharbeitung der Kontrollberichte“.